# 파비앵 바르테즈
파비앵 바르테즈(프랑스어: Fabien Alain Barthez, 1971년 6월 28일 ~ )는 프랑스의 전 축구 선수이다. 포지션은 골키퍼였으며, 2007년 프랑스 리그 1의 마르세유에서 은퇴를 선언하였다.

## 선수 경력
프랑스가 1998년 FIFA 월드컵과 UEFA 유로 2000에서 우승하는데 주전 골키퍼로 크게 활약하였다. 그러나 2002년 FIFA 월드컵에서는 조별 예선에서 탈락하였고, UEFA 유로 2004에서는 8강에서 탈락하였다.
2000년에는 780만 파운드에 AS 모나코에서 잉글랜드 프리미어리그 맨체스터 유나이티드로 이적하여 2001년과 2003년에 맨체스터 유나이티드를 프리미어리그 정상으로 이끌었다. 그러나 명성에 걸맞지 않은 잦은 실수를 저지르면서 여러차례 불안한 모습을 보였고, 결국 알렉스 퍼거슨이 미국 출신의 팀 하워드를 새로 영입하면서 2003-04 시즌에 올랭피크 마르세유로 이적하였다. 후에 낭트로 이적하였으나 부진한 모습을 보여 팀 강등의 주범이 되었고, 2007년 선수 은퇴를 선언하였다.

## 수상

#### 올랭피크 드 마르세유
- 디비시옹 2 우승 (1): 1994–95
- UEFA 챔피언스리그 우승 (1): 1992-93

#### 모나코
- 디비시옹 1 : 1996–97, 1999–2000
- 트로페 데 샹피옹 우승 (1): 1997

#### 맨체스터 유나이티드
- 프리미어리그 우승: 2000-01, 2002-03

#### 프랑스
- UEFA 유럽 축구 선수권 대회 : 우승 (2000)
- FIFA 컨페더레이션스컵 : 우승 (2003)
- FIFA 월드컵 : 우승 (1998), 준우승 (2006)

### 개인
- 리그 1 올해의 골키퍼 : 1998
- PFA 올해의 팀 : 2000-01
- 프리미어리그 골든 글러브 : 2000-01
- UEFA 유럽 축구 선수권 대회 올스타 팀 : 2000
- FIFA 월드컵 : 야신상, 올스타 팀 (이상 1998)
- 올랭피크 드 마르세유 110주년 드림팀 : 2010
- 레지옹 도뇌르 : 1998
- UNFP 20주년 특별상 : 2011
- FIFA 월드컵 최다 클린시트 : 10경기